# 黛比·史戴比拿
德博拉·安·「黛比」·格里爾·史戴比拿（英語：Deborah Ann "Debbie" Greer Stabenow；1950年4月29日—），是一位美國民主黨政治人物，2001年起擔任密歇根州美國聯邦參議院議員。在當選為聯邦參議員前，她曾在1997年至2001年擔任代表密歇根州第八國會選區的美國眾議院議員，也曾出任英厄姆縣縣議會議員、密歇根州眾議院議員和密歇根州參議院議員。
自2011年到2015年期間，史戴比拿曾是參議院農業委員會的主席，在2012年11月的選舉中獲得第三次任期，並在卡爾·列文於2015年1月3日退休後成為資深參議員。

## 延伸閱讀
- Background and collected news at The Washington Post
- 美國國會國家人物傳記大辭典中的傳記
- 由華盛頓郵報維護的投票記錄
- 智慧投票计划中的傳記、投票紀錄及利益集團評級
- Congressional profile at GovTrack
- Congressional profile at OpenCongress
- Issue positions and quotes at On the Issues
- Financial information at OpenSecrets.org
- Staff salaries, trips and personal finance at LegiStorm.com
- 聯邦選舉委員會中的競選財務報告和數據
- Appearances on C-SPAN programs
- 網路電影資料庫上的亮相頁面
- Collected news and commentary at The New York Times
- Works by or about 黛比·史戴比拿 in libraries (WorldCat catalog)
- Profile at Ballotpedia

## 外部連結
- 黛比·史戴比拿 （页面存档备份，存于）參議院官方網站
- 黛比·史戴比拿參議員競選網站（页面存档备份，存于）
- 中的“黛比·史戴比拿”

| 美国众议院                    | 美国众议院                                                                | 美国众议院                                                |
| ----------------------------- | ------------------------------------------------------------------------- | --------------------------------------------------------- |
| 前任者： 迪克·克萊斯勒        | 密歇根州第八國會選區 眾議院議員 1997年－2001年                            | 繼任者： 邁克·羅傑斯                                      |
| 政党职务                      |                                                                           |                                                           |
| 前任者： 鮑勃·卡爾            | 美國參議員密歇根州民主黨被提名人 （第1類） 2000年、2006年、2012年、2018年 | 繼任者： 埃莉萨·斯洛特金                                  |
| 前任者： 芭芭拉·米庫斯基      | 參議院民主黨會議秘書 2005年－2007年                                       | 繼任者： 派蒂·莫瑞                                        |
| 前任者： 希拉莉·羅德姆·克林頓 | 參議院民主黨督導和宣傳委員會主席 2007年－2011年                           | 繼任者： 馬克·貝吉奇                                      |
| 新頭銜                        | 參議院民主黨政策委員會副主席 2011年－2017年                               | 繼任者： 乔·曼钦                                          |
| 前任者： 查克·舒默            | 參議院民主黨政策委員會主席 2017年－2025年                                 | 繼任者： 艾米·克罗布彻 為参议院民主党指导和政策委员会主席 |
| 前任者： 查克·舒默            | 參議院民主黨政策委員會主席 2017年－2025年                                 | 繼任者： 柯瑞·布克 為参议院民主党战略传播委员会主席       |
| 美国参议院                    |                                                                           |                                                           |
| 前任者： 斯賓塞·亞伯拉罕      | 密歇根州第1類參議員 2001年－2025年 與卡爾·列文、加里·彼得斯同時在任       | 繼任者： 埃莉萨·斯洛特金                                  |
| 前任者： 布蘭琪·林肯          | 参议院农业、营养和林业委员会主席 2011–2015                                | 繼任者： 派特·羅伯茲                                      |
| 前任者： 泰德·柯克蘭          | 参议院农业、营养和林业委员会高阶委员 2015–2021                            | 繼任者： 约翰·博兹曼                                      |
| 前任者： 派特·羅伯茲          | 参议院农业、营养和林业委员会主席 2021—2025                                | 繼任者： 约翰·布兹曼                                      |